# Eduardo Neto
Eduardo Neto (født 24. oktober 1988) er en brasiliansk fodboldspiller, som spiller for den japanske fodboldklub Nagoya Grampus.